# Final Fantasy XIV: Heavensward
Final Fantasy XIV: Heavensward est la première extension de Final Fantasy XIV, jeu de rôle en ligne massivement multijoueur (MMORPG) développé et publié par Square Enix pour macOS, PlayStation 3, PlayStation 4 et Windows le 23 juin 2015, près de deux ans après la sortie de A Realm Reborn. Naoki Yoshida en a été le directeur et le producteur pendant que Nobuo Uematsu, qui n'avait plus composé pour Final Fantasy XIV depuis la sortie infructueuse de la version originale, est de retour pour collaborer avec Masayoshi Soken sur la bande originale du jeu. L'extension a été commercialisée en tant que produit autonome ou au sein d'un pack « tout en un » contenant à la fois A Realm Reborn et Heavensward pour les nouveaux joueurs. La version all-in-one était le seul moyen d'accéder au jeu sur sa version OS X, lancée le même jour que la nouvelle extension.
L'intrigue d'Heavensward se déroule dans le contexte d'un conflit millénaire connu sous le nom de Guerre du Chant des Dragons opposant la sainte cité d'Ishgard aux hordes draconiques de Dravania. Les joueurs, cherchant refuge à Ishgard après avoir été faussement accusés de meurtre, se retrouvent impliqués dans les affaires de ce conflit qu'ils vont tenter de résoudre pacifiquement après avoir découvert l'abjecte conspiration qui en est à l'origine. En plus d'introduire de nouvelles zones de jeu, l'extension fait augmenter le niveau maximum, ajoute trois nouvelles classes de combat ainsi qu'une nouvelle race jouable et un tout nouveau gameplay aérien grâce à l'utilisation de dirigeables ou d'autres montures volantes.
Heavensward a reçu un bon accueil critique et a été récompensé au titre des « meilleures extensions de l'année ». En juillet 2015, le titre avait atteint un total cumulé de cinq millions d'abonnements. Cependant, la société a suspendu les ventes de la version OS X du client le même mois en raison de nombreux rapports de mauvaises performances techniques et a proposé des remboursements à ceux qui l'avaient acheté via cette plateforme. Les ventes d'OS X ont repris en février 2016. Comme pour A Realm Reborn, des correctifs de contenu majeurs étaient prévus tous les trois mois, bien que le premier, « As Goes Light, So Goes Darkness », ait été reporté au 10 novembre de la même année, pour donner à l'équipe de développement une pause après la sortie de l'extension.

## Système de jeu
Le gameplay et la structure de quêtes de Heavensward correspondent en grande partie à ceux du jeu de base. Comme dans la plupart des jeux de rôle en ligne massivement multijoueur (MMORPG), les joueurs interagissent les uns avec les autres dans un monde persistant qui répond à leurs actions. La plus grande évolution liée au mode de combat est l'augmentation du niveau maximum à 60, permettant à chaque classe d'acquérir de nouvelles capacités modifiant considérablement le déroulement des batailles. Trois nouvelles classes ont été également introduites : le chevalier noir, un tank qui tire sa force des abysses ; le machiniste, qui combat à l'aide de ses engins ; et l'astromancien, un soigneur doté de pouvoirs stellaires. Ces jobs débutent au niveau 30 au moyen de nouvelles quêtes de classe avec leurs propres scénarios.
Les nouvelles zones de Heavensward sont environ trois fois plus vastes que celles de A Realm Reborn afin de s'adapter au gameplay aérien. Après avoir accompli certaines quêtes et s'être harmonisé avec les vents éthérés d'une zone, les joueurs obtiennent la possibilité de d'utiliser des montures volantes telles que des dirigeables. Le vol permet de se rendre dans certaines zones inaccessibles autrement. Les compagnies libres fondées par les joueurs ont la possibilité de fabriquer des dirigeables pour explorer les îles flottantes à la recherche de matériaux précieux et le Diadème, zone du monde ouvert où les joueurs peuvent défier des monstres notoires dans le but de gagner des équipements et du butin de haut niveau.
En plus des nouveaux donjons et raids, Heavensward introduit trois nouveaux modes joueur contre joueur (PvP). The Feast est une arène à quatre contre quatre dans l'Antre des Loups dans laquelle les joueurs tentent de vaincre d'autres joueurs afin de récupérer leurs médailles. L'équipe avec le plus de médailles à la fin du match gagne. Contrairement au Front de A Realm Reborn, les joueurs réapparaissent automatiquement dans ce mode et des boîtes d'objets apparaissent régulièrement autour de l'arène et offrent des avantages offensifs ou défensifs à l'équipe qui les récupère. Les joueurs qui parviennent à conserver un rang élevé dans The Feast sont récompensés par un équipement et des trophées uniques à la fin de chaque saison. Une version non classée existe également pour les nouveaux joueurs qui propose des combats à huit contre huit. Les nouveaux modes restants sont destinés aux raids en alliances de 24 joueurs pour affronter d'autres grandes compagnies. Seal Rock (Seize) est un mode de capture du drapeau dans lequel les joueurs doivent occuper et défendre des nœuds de ressources générés aléatoirement par d'autres équipes. Les Champs de Gloire (Shatter) mettent en scène la destruction d'objets autour du champ de bataille pour obtenir des points.

## Trame

### Contexte et personnages
Heavensward se déroule sur Hydaelyn, planète fictive aux environnements variés semblables à ceux que l'on trouve sur Terre. Elle prend principalement place dans la sainte cité isolationniste d'Ishgard, blottie dans les montagnes enneigées du Coerthas. Cette région constitue la partie septentrionale d'Éorzéa, où se déroule l'intrigue de A Realm Reborn. Les trois nations composant l'Alliance éorzéenne - Gridania, Limsa Lominsa et Ul'dah - ainsi que l'Empire garlemaldais font également partie de l'intrigue. Les Asciens, serviteurs immortels de Zordiarche, dieu des Ténèbres, poursuivent leurs machinations. Le vol permet aux joueurs d'explorer Dravania, mère patrie des dragons, ainsi que les îles flottant par-dessus les montagnes de la chaîne d'Abalathia. En Dravania, une ancienne colonie sharlayanaise a été transformée en Idyllée, une cité libre et démocratique fondée par des gobelins.
Le cœur de l'intrigue de Heavensward concerne le conflit millénaire de la Guerre du Chant des Dragons entre Ishgard et la horde draconique de Nidhogg. Selon les préceptes de l'orthodoxie ishgardaise, ce serait la déesse Halone qui aurait ordonné au roi Thordan de fonder une cité dans les montagnes d'Abalathia. Cette décision provoqua l'ire de Nidhogg qui mène depuis une guerre sans répit à Thordan, ses douze chevaliers et tous leurs descendants. Haldrath, fils du roi, a hérité de la lance de son père décédé qu'il vengea en arrachant son œil à Nidhogg. Ce dernier s'enfuit et son œil est depuis vénéré comme une relique à Ishgard, cet artefact conférant un immense pouvoir à la lignée de Dragons célestes de la cité. Nidhogg finit par revenir, assiégeant sans cesse Ishgard et son peuple. L'actuel dirigeant d'Ishgard, l'archevêque Thordan VII, prêche cette légende comme des paroles sacrées.
Cette longue tradition belliciste a orienté la politique ishgardaise vers un isolationnisme total depuis son retrait de l'Alliance éorzéenne. La population d'Ishgard connaît une dévotion quasi fanatique envers Halone et est fortement attachée à la traque des « hérétiques » qui prennent le parti des dragons. Juste avant le début de Heavensward, Nidhogg se réveille et appelle sa progéniture à mener une nouvelle invasion. Le personnage du joueur, le Guerrier de la Lumière, se lie d'amitié avec Haurchefant de la maison Fortemps après avoir déjoué un complot des hérétiques ainsi qu'avec sire Aymeric, commandant en chef des Templiers, après avoir défendu la cité contre un assaut dravanien. Après avoir été victime d'une conjuration l'accusant de régicide à Ul'dah, le Guerrier demande l'asile à Ishgard aux côtés d'Alphinaud et de Tataru, seuls Héritiers à s'être échappés sains et saufs du banquet. Le rugissement de Nidhogg provoque un véritable bouleversement : Aymeric et le comte Edmond de Fortemps désirent ouvrir Ishgard à l'aide étrangère face aux dragons tandis que Cœur de Glace et sa bande d'hérétiques cherchent à réconcilier les deux partis. Estinien, actuel Dragon céleste, désire avant tout traquer Nidhogg pour le tuer.

### Histoire
Après le sanglant banquet d'Ul'dah, Haurchefant persuade son père, le comte Edmont de Fortemps, d'offrir l'asile aux Héritiers de la Septième Aube. L'aventurier assiste les fils d'Edmont dans les zones voisines d'Ishgard afin de se familiariser avec son nouvel univers. Il y croise Cœur de Glace, qui semble regretter les victimes innocentes péries lors de l'assaut mené par sa bande. À son retour en ville, Alphinaud et Tataru sont accusés d'hérésie par les Chevaliers de l'Azur, gardes d'honneur de l'archevêque Thordan VII. Réclamant un procès par combat, Tataru choisit l'aventurier comme champion et celui-ci remporte la bataille aux côtés d'Alphinaud. Thordan s'excuse ensuite personnellement auprès du Guerrier de la Lumière et lui révèle en privé qu'il complote avec les Asciens pour obtenir des informations, dans l'intention de les trahir.
Toujours emprisonné depuis les récents événements, Raubahn attend l'exécution pour avoir empoisonné la sultane mais les Héritiers le libèrent au cours d'une mission de sauvetage. Ils parviennent à vaincre les Braves du Cristal mais leur chef, Ilberd, s'échappe. Lolorito leur apprend que la sultane est en vie. En effet, il a subverti le complot d'Adeledji en intervertissant le poison avec un puissant somnifère afin d'affaiblir la faction sultaniste sans pour autant permettre l'abdication de Nanamo, tuer son plus grand rival et ainsi consolider son propre pouvoir ; il prétend qu'il aurait libéré Raubahn lui-même avant son exécution si les Héritiers ne s'étaient pas portés à son secours et affirme qu'Ilberd est devenu un fardeau pour lui également. Il confie ensuite l'antidote à Raubahn, qui l'épargne à contrecœur, et aide Nanamo à restaurer son pouvoir.
Alphinaud et le GdL (Guerrier de la Lumière) retournent dans le Coerthas afin de supplier Cœur de Glace de rétablir la paix entre Nidhogg et Ishgard. Estinien les accompagne mais jure de massacrer le dragon s'il vient à refuser leur proposition de paix. Cœur de Glace apprend au groupe qu'elle possède le pouvoir de l'Écho et en profite pour leur raconter les véritables origines de la Guerre du Chant des Dragons. Née sous le nom d'Ysayle, elle a pris le nom de Cœur de Glace après avoir révéré pendant des années sainte Shiva, qui a combattu toute sa vie l'hostilité des siens envers les dragons en raison de sa romance tragique avec Hraesvelgr, le frère de Nidhogg. Ysayle consent à faire cesser les agissements brutaux de ses hérétiques et se joint au groupe afin de partir à la rencontre de Hraesvelgr. Après avoir vaincus le primordial Ravana et le bras droit de Nidhogg, le groupe finit par trouver le dragon ancien, qui renie Ysayle en lui affirmant que la "Shiva" pour laquelle elle prie depuis des années n'est qu'un primordial de son imagination.
Hraesvelgr leur décrit l'arrivée de Midgardsormr sur l'étoile (la planète sur laquelle ils se trouvent). De ses sept enfants, trois d'entre eux, Hraesvelgr lui-même, Ratatosk et Nidhogg s'installèrent en Éorzéa. Nidhogg se méfiait déjà des humains depuis que l'ancien empire d'Allag avait tué Bahamut et enchaîné Tiamat. Hraesvelgr était pacifiste et entreprit pour seul acte de violence de dévorer Shiva avec son consentement afin que leurs deux âmes soient liées éternellement. Cet âge de paix prit fin lorsque le roi Thordan et ses chevaliers assassinèrent Ratatosk et consommèrent ses yeux afin d'absorber leur pouvoir. Nidhogg, dans sa fureur, tua le roi Thordan et jura une vengeance éternelle sur sa descendance. Hraesvelgr, sans s'impliquer davantage dans le conflit, jugea la cause de son frère assez juste pour rejeter la paix. Privés d'alternative, Estinien et le GdL prirent d'assaut l'Aire, la demeure de Nidhogg, tuèrent le dragon et s'emparèrent de son œil restant. Le GdL apprend que cet œil est en réalité celui de Hraesvelgr : lorsqu'Haldrath arracha les deux yeux de Nidhogg, dont l'un deviendra la source du pouvoir des Dragons célestes, Hraesvelgr sauva la vie de son frère en lui faisant don de l'un de ses propres yeux.
Après avoir restitué son œil à Hraesvelgr, Ysayle partit pour persuader ses disciples de renoncer à leur lutte pendant que le GdL prit le chemin d'Ishgard dans le but de faire connaître la vérité. Toutefois, l'archevêque et les hauts dignitaires de l'Église connaissaient déjà la vérité et incarcérèrent Aymeric lorsqu'il tenta de les faire revenir à la raison. Lucia et les Templiers le libèreront. Haurchefant, voulant protéger le GdL d'une embuscade menée par les Chevaliers de l'Azur pendant qu'il cherchait à arrêter Thordan, fut mortellement blessé. Jurant de se venger, le GdL et Alphinaud se mirent à la poursuite de Thordan, qui se dirigea vers Azys Lla, une ancienne cité allagoise flottant très haut dans les cieux. Cid et son Entreprise viennent en aide à l'aventurier pour vaincre le primordial Bismarck, qui détenait la seule clef permettant d'accéder à Azys Lla, mais elle sera dérobée par l'Ascienne Igeyorhm. Bloqués par le champ de protection magique d'Azys Lla, les Héritiers font demi-tour et parviennent à secourir Y'shtola, qui était prisonnière du flux éthéré depuis sa fuite d'Ul'dah. Elle guide le groupe jusqu'à l'antre de Matoya, son mentor. Avec son aide, le GdL, Cid, Y'shtola, Alphinaud et Estinien parviennent à rompre la barrière protégeant Azys Lla.
Le nouveau vaisseau-amiral de l'Empire garlemaldais poursuivit le GdL dans l'espoir de piller les ressources technologiques allagoises, ouvrant le feu sur l'Entreprise. Ysayle, qui a reçu la bénédiction de Hraesvelgr, intervient et sacrifie sa vie pour permettre à l'Entreprise d'atterrir sur Azys Lla en toute sécurité. Sur ce continent interdit sont emprisonnés la Triade guerrière, un trio d'anciens primordiaux extrêmement puissants, et Tiamat. Thordan a l'intention d'absorber le pouvoir de la Triade et de conquérir Éorzéa. Le GdL converse avec Tiamat et Midgardsormr, qui restaure la bénédiction d'Hydaelyn sur le héros. L'aventurier vainc Lahabrea et Igeyorhm, tuant cette dernière. C'est alors que Thordan intervient, absorbant le pouvoir de l'autre œil de Nidhogg ainsi que l'éther de l'Ascien afin de se transformer en Roi Thordan, un primordial dont la puissance est alimentée par un millénaire de prières de la part du peuple ishgardais. Malgré leur puissance combinée, le Roi Thordan et ses Chevaliers de l'Azur sont vaincus et tués par le GdL.
Estinien, soulagé, se prépare à sceller les yeux de Nidhogg mais l'esprit du dragon ancien, habitant toujours ces reliques, prend possession du corps du Dragon céleste et s'échappe. Le groupe d'aventuriers fait un retour triomphal à Ishgard, où Midgardsormr prévient le héros que Nidhogg n'a pas dit son dernier mot et compte bien reprendre la guerre. En tant que fils illégitime de Thordan, Aymeric devient dirigeant par intérim et fait réintégrer Ishgard à l'Alliance éorzéenne. Dans une scène post-crédits, Elidibus déplore la perte de deux Asciens et recrute les « Guerriers des Ténèbres ».

#### Guerre du Chant des Dragons
La mise au jour des origines sanglantes d'Ishgard divise la population entre les factions populistes qui soutiennent Aymeric et les factions négationnistes soutenues par les alliés de Thordan qui refusent de diminuer l'influence de leur religion sur la société. Alors que Nidhogg se prépare à frapper à nouveau, Aymeric tente d'entamer des relations diplomatiques avec Dravania en proposant une rencontre avec Vidofnir, fille de Hraesvelgr. Les Héritiers retrouvent Thancred, qui s'était perdu dans la nature après avoir fui Ul'dah, puis croisent le chemin des Guerriers des Ténèbres, qui prétendent n'être qu'une bande d'aventuriers. Le groupe rentre à Ishgard et découvre que les alliés de Thordan fomentent une révolte. Le GdL aide les Templiers à prendre d'assaut le bastion des insurgés, où le meneur de la rébellion manque de tuer une enfant qu'il retenait en otage. C'est Vidofnir, arrivant à Ishgard pour avertir la cité des mouvements de Nidhogg, qui sauve l'enfant et sème les graines de l'espoir d'une paix durable dans les esprits des Ishgardais témoins de la scène.
Les Héritiers de la Septième Aube, toujours à la recherche de leur ancienne meneuse, parviennent à la conclusion que Hydaelyn a dû emmener Minfilia en lieu sûr très loin d'Ul'dah. En franchissant la mer éthérée, le GdL découvre que Minfilia a confié son âme à Hydaelyn pour devenir son avatar. La déesse explique alors que son combat l'opposant à Zordiarche, dieu des Asciens, a fragmenté la planète en 13 reflets. Les Asciens ont jusqu'à présent orchestré sept calamités afin de fusionner chacun des fragments ravagés sous le contrôle de Zordiarche, affaiblissant considérablement Hydaelyn qui a été contrainte de solliciter le sacrifice de Minfilia. À Ishgard, les propositions de paix d'Aymeric sont contestées par un grand nombre d'Ishgardais qui souhaitent se venger des Dravaniens. Sentant l'unité d'Ishgard vaciller, Aymeric organise une série d'exercices militaires conjoints avec l'Alliance éorzéenne afin de galvaniser l'orgueil patriotique. Lors d'une conférence, Vidofnir accepte officiellement de reconnaître la paix de son peuple avec Ishgard mais elle est attaquée par Nidhogg, qui annonce que son prochain assaut sera le dernier, promettant l'annihilation totale d'Ishgard.
Déterminés à sauver Estinien, le GdL, Alphinaud et Aymeric se rendent auprès de Hraesvelgr pour demander son aide. Après avoir enduré les épreuves imposées par le dragon ancien, ils le convainquent de les aider au moment même où Nidhogg s'apprêter à lancer l'assaut final sur Ishgard. Hraesvelgr s'oppose frontalement à Nidhogg mais est vaincu ; il transmet alors son œil au GdL pour lui permettre d'affronter Nidhogg à armes égales. Après l'avoir vaincu, le GdL et Alphinaud retirent chacun un œil de l'armure d'Estinien et le jettent dans la Mer de Nuages, sauvant le Dragon céleste et détruisant définitivement l'existence de Nidhogg. La horde, désorganisée sans son meneur, se retire et la Guerre du Chant des Dragons est réellement terminée. Estinien, se remettant de sa convalescence, abandonne son titre de Dragon céleste et décide de trouver un nouveau sens à sa vie maintenant que son ennemi juré est définitivement vaincu. Aymeric met en place à Ishgard une démocratie parlementaire dirigée par des citoyens de basse comme de haute naissance et représentée par la Chambre des communes et celle des nobles. Bien qu'à l'origine impatient de quitter cette fonction publique, il est rapidement élu à la tête de cette dernière chambre et Ishgard est en liesse depuis la fin tant attendue de la guerre.

#### Les Guerriers des Ténèbres et le Griffon
Alisaie, la sœur jumelle d'Alphinaud, arrive blessée au manoir des Fortemps. Elle dit avoir été attaquée par les Guerriers des Ténèbres après avoir entendu Elidibus leur faire part de son plan visant à déclencher une course aux armements pour terrasser des invocations de primordiaux. Lors d'une seconde entrevue avec les Guerriers des Ténèbres, Elidibus leur promet de les aider à sauver leur fragment du monde, le Premier Reflet, d'un "Déluge de Lumière" qui l'a déjà presque intégralement détruit en échange de leur coopération dans ses machinations. En suivant une autre piste parmi les réfugiés Mhigois, les Héritiers retrouvent Yda et Papalymo, qui semblent avoir rejoint les efforts de la Résistance contre l'oppresseur garlemaldais. Ils se méfient néanmoins de la faction dirigée par le mystérieux Griffon. La poursuite de ce dernier conduit les Héritiers face à une invocation imminente d'Ifrit, où ils recroisent et combattent cette fois les Guerriers des Ténèbres. Parmi leur équipe apparaît Urianger, qui jouait le rôle d'agent double. Il invoque alors un rituel pour obtenir une audience avec Minfilia. À la suggestion d'Urianger, elle accompagne les Guerriers des Ténèbres dans leur monde d'origine pour sauver le Premier Reflet. Pendant ce temps, Elidibus remet les yeux de Nidhogg (que les Guerriers des Ténèbres ont récupéré pour lui) au Griffon.
Le Griffon mène ensuite un assaut sur la Muraille de Baelsar, un avant-poste garlemaldais séparant la forêt de Sombrelinceul du territoire occupé d'Ala Mhigo. Les Héritiers interviennent et découvrent que le Griffon n'est nul autre qu'Ilberd, qui a l'intention de provoquer une contre-attaque garlemaldaise afin de contraindre Éorzéa à se soucier du sort de sa patrie d'origine, Ala Mhigo. Exploitant les yeux de Nidhogg ainsi que les prières de ses soldats mourants, Ilberd se suicide pour donner naissance à Shinryu, primordial semblable à un dragon censé venir à bout de l'Empire. Papalymo utilise alors un sortilège de scellement pour étouffer cette menace dans l'œuf avant qu'elle ne provoque une nouvelle calamité, au prix de sa vie. Les Héritiers n'ont d'autre choix que de réveiller Oméga, une ancienne machine de guerre allagoise, qui finit par les détruire tous les trois (Papalymo, Shinryu et Oméga). Lorsque les dernières forces quittent Papalymo, tous ses sortilèges se dissipent, notamment celui qui modifiait l'apparence d'Yda, qui est en réalité la sœur d'Yda, Lyse ; la véritable Yda est morte en combattant pour la Résistance et Lyse s'est approprié son nom afin d'honorer sa mémoire. Lyse ne faiblit pas pour autant et réaffirme sa détermination à se battre pour l'indépendance d'Ala Mhigo en assumant son identité. Après avoir capturé la Muraille de Baelsar, l'Alliance éorzéenne et les Héritiers de la Septième Aube redoutent la réponse inéluctable de l'Empire.

## Développement
La conception du développement de Heavensward ainsi que de ses patchs a débuté plus d'un an avant leur annonce officielle. Naoki Yoshida, producteur et directeur du jeu, considérait que le succès ou l'échec de l'extension serait déterminant pour l'orientation de Final Fantasy. Pour le thème de l'extension, il devait choisir entre « mer » et « ciel », son choix s'est porté sur « le ciel, les dragons et les chevaliers ». La progression du jeu de base vers son extension a été présentée aux joueurs en détail et ces nouveaux éléments ont été catégorisés comme tels afin de ne pas semer la confusion entre ce qui relevait des patchs et le contenu de la nouvelle extension qui étaient développés simultanément. Ishgard a été choisie pour mettre en scène la future extension car les bases de son histoire avaient été jetées dès la version originale de Final Fantasy XIV (2010) et que son apparence se prêtait bien au thème gothic fantasy de l'extension. L'équipe de développement a donc travaillé en respectant les contraintes imposées par les éléments d'histoire déjà élaborés précédemment, dont une langue fictive pour les dragons Michael-Christopher Koji Fox, directeur de la traduction anglaise, avait créée lors du développement de la version 1.0 en 2010. L'extension a été annoncée publiquement lors du Final Fantasy XIV Las Vegas Fan Festival 2014 qui a eu lieu en octobre de cette année. D'autres détails ont été dévoilés lors d'événements divers à Londres et à Tokyo, notamment les trois nouveaux jobs, la nouvelle race jouable et le nouveau raid. Yoshida a également annoncé l'ouverture d'un nouveau centre de données en Europe afin d'améliorer les performances des serveurs pour les joueurs européens, ainsi qu'un service proposant des objets cosmétiques optionnels à l'achat.
Contrairement à A Realm Reborn, le scénario de Heavensward est une histoire originale qui n'est pas directement inspirée des anciens titres de Final Fantasy. Au lieu de cela, elle s'inspire de sujets réalistes tels que les conflits religieux à travers le monde ou encore l'importance de reconnaître la perspective dans laquelle l'histoire doit être écrite. L'équipe a fait le choix d'exiger des nouveaux joueurs qu'ils terminent l'histoire de A Realm Reborn avant d'accéder à Heavensward car cela leur fournirait le contexte nécessaire à la nouvelle intrigue du jeu. Yoshida décrit Heavensward comme « la deuxième saison d'un programme télévisé », expliquant « vous ne commencez pas une série à partir de la deuxième saison mais bien la première, sinon vous ne comprenez pas ce qui se passe ». L'équipe a fait des ajustements pour permettre aux nouveaux joueurs de « regarder la première saison en accéléré », notamment en augmentant le gain de points d'expérience et en ajoutant des récompenses d'équipement aux quêtes du scénario principal, atténuant ainsi le besoin d'entraînement pour accéder à la nouvelle extension. Pour les futures extensions, Yoshida a déclaré que l'achèvement de l'histoire précédente ne sera plus une exigence.
Heavensward a introduit le nouveau client OS X du jeu lors de son lancement le 23 juin 2015. Le portage a été géré par TransGaming. Contrairement aux versions console et PC Windows de l'extension, la version OS X n'était initialement disponible que dans un pack « deux en un » contenant le jeu de base ainsi que Heavensward, intitulé Final Fantasy XIV Online. Les joueurs d'autres versions, notamment d'Apple PC, exécutent l'installation Windows via Boot Camp. Le 3 juillet, Square Enix a suspendu les ventes de cette version en raison de rapports généralisés de mauvaises performances techniques et a offert des remboursements à ceux qui l'aveient achetée. Yoshida a attribué les problèmes de performance aux difficultés de transposition du jeu depuis les bibliothèques graphiques DirectX, propriétés de Microsoft, vers OpenGL ainsi qu'à une erreur administrative ayant entraîné la publication d'une configuration requise minimale incorrecte, toutes deux aggravées par le calendrier de travail chargé exigé par la sortie du pack d'extension. Après de nouvelles séries de tests et d'optimisations, les ventes du client OS X ont repris le 23 février 2016, accompagnant la sortie du patch 3.2.
L'un des autres grands objectifs de l'extension était de mettre à jour le jeu avec la prise en charge de DirectX 11. Cette version du jeu comprenait des améliorations de la physique de l'eau, de la réfraction de la lumière, des reflets et de la qualité visuelle des ombres et des textures par rapport au client DirectX 9. En outre, le nouveau client est moins gourmand en ressources pour le processeur graphique, améliorant la fréquence d'images par seconde. Pour les consoles, l'équipe de développement s'est engagée à maintenir la prise en charge du client PlayStation 3 jusqu'à la fin du cycle de patchs de Heavensward.
Deux nouvelles catégories de contenu ont été introduites au cours du cycle de patchs de Heavensward, après son lancement : les missions d'exploration et le donjon profond. Les missions d'exploration sont conçues pour imiter la sensation des MMORPG de « première génération » dans lesquels les joueurs chassaient des monstres notoires sur le terrain sous des conditions d'apparition inconnues. Il comble également une lacune dans le répertoire de contenu du jeu pour les batailles à grande échelle avec un nombre extrêmement important de joueurs. Il n'a pas été bien accueilli au lancement en raison de la simplicité de ses mécanismes de combat, de la nature répétitive de la boucle de jeu et du caractère aléatoire des butins qui n'étaient pas liés aux compétences ou aux efforts entrepris. Le donjon profond est une instance roguelike générée aléatoirement, inspirée du Chocobo's Mysterious Dungeon. Yoshida voulait permettre aux joueurs vétérans de jouer avec leurs amis qui débutent plus rapidement ; ainsi, les personnages sont temporairement réinitialisés au niveau 1 à l'entrée et remontent rapidement au niveau maximum au cours des 50 premiers étages. La première section est considérée comme un contenu "accessible", mais atteindre le 200e étage est conçu comme un défi pour les joueurs hardcore.

### Patchs
L'équipe de développement planifie la sortie d'un patch majeur environ tous les trois mois. Chacun de ces correctifs de contenu gratuit comprend la suite du scénario principal ainsi que de nouveaux raids, fonctionnalités, épreuves et donjons. Comme pour A Realm Reborn, Square Enix a publié cinq patchs majeurs pour Heavensward au cours de son cycle de contenu de deux ans. Les derniers patchs servent de transition vers l'histoire de la deuxième extension, Stormblood.
| Mise à jour | Titre                           | Date de sortie    | Notes |
| ----------- | ------------------------------- | ----------------- | --- |
| 3.0         | Heavensward                     | 23 juin 2015      | Le contenu hebdomadaire limité n'était pas encore mis à disposition au lancement de l'extension afin de permettre aux joueurs de progresser dans l'histoire à leur rythme. Le raid Alexander: le Bras du Père est introduit deux semaines après le lancement de l'extension avec un mode Sadique encore deux semaines après. Les multiples niveaux de difficulté sont destinés à permettre aux joueurs de contenu régulier de découvrir l'histoire du raid tout en maintenant la difficulté élevée pour les joueurs qui le souhaitent. Dans le scénario de ce raid, une société secrète de gobelins appelée la Main indigo a invoqué l'esprit du primordial Alexander dans un robot géant submergé sous le lac de l'Arrière-pays dravanien. Le primordial massif menace de drainer tout l'éther environnant, contraignant les Héritiers de la Septième Aube à réagir. Le joueur rejoint alors une chasseuse de trésors nommée Mide dans une mission visant à infiltrer Alexander et dérober l'Enigma Codex, l'artefact grâce auquel la Main indigo parvient à contrôler le géant mécanique. |
| 3.1         | As Goes Light, So Goes Darkness | 10 novembre 2015  | À la suite de la sortie de l'extension, Yoshida a reporté le premier patch pour éviter le surmenage de l'équipe de développement. Dans l'Ombre de Mhach, 24 joueurs accompagnent les Becs-rouges, une bande de pirates des cieux dirigée par Leofard, à la recherche du trésor de l'Arche du Néant, un navire fantomatique flottant dans les airs ayant récemment été repéré dans l'Écume des Cieux. L'équipage rencontre Diabolos, qui désire libérer Scathach, reine du Néant, emprisonnée sur l'Arche. Le gardien du vaisseau, Cait Sith, explique aux aventuriers les origines du navire censé protéger son équipage du déluge de la 6e ère ombrale, ainsi que les dangers encourus en cas de libération de Scathach. Une nouvelle zone est introduite dans la Mer de Nuages, le Diadème, où des équipes de joueurs peuvent défier des monstres notoires pour récupérer de l'équipement et du butin. Le patch propose également un niveau de difficulté « Extrême » pour le boss final de l'extension, le Roi Thordan. Enfin, le Choc des mascottes est un nouveau mini-jeu de stratégie en temps réel du Gold Saucer dans lequel les joueurs font s'affronter leurs collections de mascottes. |
| 3.2         | The Gears of Change             | 23 février 2016   | La principale nouveauté de ce patch est le raid Alexander: le Bras du Fils. En remontant le second bras d'Alexander, le joueur parvient à vaincre le chef de la Main indigo, Quickthinx le Cerveau, récupérer l'Enigma Codex et désactiver le deuxième des trois noyaux alimentant Alexander. Cependant, un étrange phénomène inverse le cours du temps, rétablit les deux noyaux et redonne à Alexander sa pleine puissance à l'instigation d'Alexander. Pendant ce temps, le sceau qui maintenait sous contrôle la Triade guerrière, un trio d'anciens primordiaux dotés de pouvoirs immenses, commence à s'affaiblir, conduisant les Héritiers à les vaincre un par un. Le premier adversaire du joueur sera Sephirot, primordial de race arborescente ayant la capacité d'entraîner sa croissance. Le patch introduit également The Feast, une nouvelle arène PvP. Enfin, deux nouveaux systèmes conçus pour aider les novices sont introduits : le Hall des Novices, qui propose des exercices d'entraînement de base pour chaque classe de rôle de combat ; et le système de Mentorat, qui permet aux joueurs vétérans de rejoindre un canal de discussion dédié pour donner des conseils aux novices. |
| 3.3         | Revenge of the Horde            | 7 juin 2016       | Ce patch conclut l'intrigue liée à la Guerre du Chant des Dragons, qui s'achève par la défaite finale de Nidhogg lors du nouveau défi introduit par la mise à jour. Les raids de l'Ombre de Mhach se poursuivent avec l'implémentation de la Cité défendue de Mhach, où les Becs-rouges vont pénétrer dans les ruines de la cité à lz poursuite de Diabolos. Ils y récupèrent un ancien artefact ayant le pouvoir de bannir tout envoyé du Néant, que Cait Sith espère utiliser sur Scathach en cas de libération inévitable. Ce patch ajoute également deux nouveaux types de contenu de donjon. L'Aquapolis est un donjon qui repose sur le hasard pour apparaître et progresser, récompensant les chanceux avec des matériaux rares. Le Palais des Morts est un donjon roguelike à plusieurs étages dans lequel les joueurs commencent au niveau 1 et remportent de l'expérience avec des objets trouvés dans le donjon. Enfin, les Champs de Gloire (Shatter) sont un nouveau mode JcJ à 24 joueurs. |
| 3.4         | Soul Surrender                  | 27 septembre 2016 | L'histoire du raid à 8 joueurs se termine au cours de patch avec Alexander: l'Âme du Créateur. Quickthinx tente d'exploiter les capacités de distorsion temporelle d'Alexander pour réécrire le cours de l'histoire selon ses plans. Cid détermine que les prédictions surnaturelles du chef gobelin sont le résultat de la lecture d'un journal du présent laissé derrière lui lorsque le groupe a voyagé dans le temps pour assister à la première invocation d'Alexander trois ans auparavant. Après avoir vaincu Alexander, Mide se sacrifie pour rejoindre l'âme de son amant à l'intérieur du noyau du primordial, qui l'emprisonne dans une seule fraction du temps, à l'abri du monde extérieur. Pendant ce temps, Sophia, la Déesse, est la deuxième primordiale de la Triade guerrière à se libérer de ses chaînes allagoises. Le patch étend également le Palais des Morts jusqu'à une profondeur de 200 étages, introduit un système de gestion des soldats sous la forme d'escadrons de grande compagnie et répond au manque de disponibilité des logements avec l'introduction des appartements en ressource illimitée. |
| 3.5         | The Far Edge of Fate            | 17 janvier 2017   | Publié en plusieurs parties, ce patch emmène les joueurs jusqu'aux confins d'Ala Mhigo, au sens littéral comme politique du terme. Les raids de l'Ombre de Mhach se terminent avec Dun Scaith, où Diabolos vole l'artefact de Cait Sith. Sur cette île flottante, destinée à servir de refuge à la 6e ère ombrale, l'alliance des aventuriers affronte et vainc Scathach. Cependant, Diabolos consomme son cadavre pour obtenir son immense pouvoir du néant. Cait Sith parvient à récupérer l'artefact et l'utilise pour bannir Diabolos une bonne fois pour toutes. Enfin, les Héritiers collaborent avec le légat de Garlemald Regula van Hydrus pour défier le dernier et le plus puissant membre primordial de la Triade guerrière, Zurvan. Regula protège ses alliés temporaires d'un coup mortel, ordonnant aux Héritiers de protéger le monde du fléau primordial alors qu'il est mourant. Les patchs satellites incluent une restructuration radicale du Diadème pour qu'il soit davantage axé sur les objectifs, l'ajout d'un combat de boss massif à plus de 72 joueurs et une extension de la fonctionnalité de recherche d'équipe pour permettre le recrutement inter-serveurs. Un crossover étendu avec Garo a également été lancé dans ce patch, avec des équipements inspirés de la série Tokusatsu disponibles via des instances PvP. |

### Musique
Masayoshi Soken a composé la majorité de la bande originale de l'extension (plus de 50 pistes) en plus de ses fonctions de directeur du son. D'autre part, Heavensward a marqué le premier retour de Nobuo Uematsu dans la série Final Fantasy depuis son travail sur la sortie originale de Final Fantasy XIV en 2010. Uematsu a composé le thème principal de l'extension, "Dragonsong", et Soken l'a utilisé comme fil conducteur musical qui réapparaît à plusieurs moments de l'histoire et de la bande originale. Susan Calloway, qui a chanté la chanson principale de la sortie originale, a repris son rôle pour ce morceau. Soken a souligné le lien de la musique avec l'histoire comme étant important pour son processus de composition, toujours concentré sur l'amélioration de l'expérience du joueur grâce au son. Il a constaté que l'histoire essentiellement "sombre" de Heavensward se reflète dans les morceaux qu'il a composés. Le thème de chaque lieu présente les instruments qui pourraient y être joués. Le piano a été largement utilisé tout au long de la bande originale pour ajouter du caractère aux autres instruments. Le morceau préféré de Soken dans Heavensward était « Revenge Twofold », un thème de donjon ; il était à l'origine destiné à la bataille contre Nidhogg mais a été réemployé ailleurs.
Heavensward: Final Fantasy XIV Original Soundtrack est une collection de musiques du pack d'extension comprenant à la fois le lancement et le patch 3.1, "As Goes Light, So Goes Darkness". L'album est publié par Square Enix le 24 février 2016, sur disque Blu-ray et comprend un documentaire sur le processus de production sonore avec Soken. Le premier tirage comprenait également un animal de compagnie spécial "Spoony Bard" dans le jeu, faisant référence au personnage du même nom dans Final Fantasy IV. Contrairement à l'album précédent de Final Fantasy XIV, toute la musique était nouvelle dans l'album, bien que 16 des pistes aient été précédemment publiées de septembre à novembre 2015 sous le nom de Final Fantasy XIV: Heavensward -EP- Vol. 1. à 3,,. L'album a été bien accueilli par Emily McMillan de Video Game Music Online, qui a salué les thèmes "brillants, variés et extraordinairement amusants à entendre" de la bande originale. Elle a salué l'atmosphère unique de la musique de la nouvelle extension, ainsi que son intégration dans le paysage sonore global du jeu. Mike Salbato de RPGFan a été impressionné par la cohésion de l'ensemble de la bande-son, en raison de la récurrence des thèmes de "Heavensward" et "Dragonsong". Il a également qualifié "Night in the Brume" de thème de ville gracieux et mélancolique.

## Réception
Les critiques ont vu dans Heavensward un indicateur de la direction du projet Final Fantasy XIV : s'il poursuivrait son histoire de retour commencée avec A Realm Reborn ou s'il vacillerait et endommagerait davantage la série. L'accueil de l'extension a été « généralement favorable » pour les versions PC et PlayStation 4, selon l'agrégateur de critiques Metacritic. Heavensward s'est vendu à 47 000 unités sur les versions PlayStation 3 et 4 au Japon au cours de sa première semaine, ce qui en fait le troisième jeu vidéo le plus vendu de la semaine dans le pays.
Le jeu a surtout été salué pour son histoire. Pete Davison de GameSpot a attiré l'attention sur les thèmes du racisme et de la remise en question des dogmes religieux ainsi que sur les arcs dramatiques de personnages comme Ysayle, qu'il a qualifié comme « l'un des plus mémorables de la série ». Leif Johnson d'IGN a ressenti la même chose, le considérant comme « le meilleur récit de Final Fantasy que le développeur Square Enix ait raconté depuis une décennie ». Mike Williams d'USgamer a pris le temps de reconnaître le soin et les détails apportés aux quêtes secondaires et a félicité l'équipe de traduction pour avoir su transmettre son humour.
De nombreux médias ont regretté l'obligation de terminer tout le contenu de l'histoire principale de A Realm Reborn avant d'avoir accès à Heavensward. Davison a fait valoir que la décision était logique pour un MMORPG centré sur l'histoire et a apprécié l'ajustement des quêtes pour rendre ce processus plus facile pour les nouveaux joueurs. Daniella Lucas de GamesRadar a confirmé, affirmant que « contourner A Realm Reborn serait un mauvais service rendu à une histoire vraiment captivante ». Johnson a reconnu la nécessité de la porte basée sur l'histoire, mais a critiqué la décision de verrouiller également les nouvelles classes de job derrière elle.
Les critiques ont comparé favorablement l'ajout du gameplay aérien à World of Warcraft: The Burning Crusade. Mike Salbato de RPGFan a salué le choix d'empêcher le vol jusqu'à ce que les joueurs aient exploré chaque zone à pied. Williams a fait écho à ce sentiment, observant que cela préserve le sens de l'exploration et de l'émerveillement dans le monde. Lucas et Davison étaient plus équivoques à propos de cette fonctionnalité, mais ont finalement approuvé la décision des développeurs. Cependant, ils ont tous convenu que les nouvelles zones étendues étaient un point fort du jeu, avec Adriaan den Ouden de RPGamer impressionné par « les vues spectaculaires qui sont tout simplement époustouflantes à voir ».
Johnson a critiqué un manque de contenu particulier qui se manifeste vers la deuxième moitié de la progression de l'extension. Au lieu de terminer un grand nombre de quêtes de remplissage « insipides » traitant des mogs, il a choisi de parcourir les derniers donjons de mise à niveau pour surmonter cette bosse. Williams et Salbato ont connu une période de ralentissement similaire au cours de cette partie intermédiaire. Comme A Realm Reborn, Heavensward continue d'offrir les solides fonctionnalités de la console et la prise en charge du contrôleur. Lucas a maintenu que Final Fantasy XIV est le meilleur MMORPG pour les consoles de jeux vidéo de salon, bien qu'elle ait averti que les joueurs de PlayStation 3 pourraient connaître des temps de chargement plus longs que sur PlayStation 4.
Dans l'ensemble, la réponse critique à Heavensward indique une confiance dans la direction du jeu. Mark Langshaw de Digital Spy a résumé que « Heavensward ressemble à une récompense pour les fans qui ont donné une seconde chance à Final Fantasy XIV après son lancement raté en 2010 ». Au cours du cycle de récompenses de fin d'année, Heavensward a remporté le prix du « Meilleur MMO » de RPGFan, Game Informer et Massively Overpowered. Il a également remporté le prix de la « Meilleure extension » de Hardcore Gamer. Les BAFTA Games Awards ont nommé le titre de meilleur « jeu évolutif » en 2016 et 2017,.